# Krumsø Sogn
Krumsø Sogn er et sogn i Lolland Østre Provsti (Lolland-Falsters Stift). Det blev oprettet 1. januar 2022 ved sammenlægning af Vester Ulslev Sogn, Øster Ulslev Sogn og Godsted Sogn.
Alle 3 sogne havde hørt til Musse Herred i Maribo Amt. Begge sognekommunerne Vester Ulslev og Øster Ulslev-Godsted blev ved kommunalreformen i 1970 indlemmet i Nysted Kommune, der ved strukturreformen i 2007 indgik i Guldborgsund Kommune.
I Krumsø Sogn findes Vester Ulslev Kirke, Øster Ulslev Kirke og Godsted Kirke.
Stednavne, se de 3 gamle sogne.